# Gonolobus floribundus
Gonolobus floribundus är en oleanderväxtart som beskrevs av Gustaf Oskar Andersson Malme. Gonolobus floribundus ingår i släktet Gonolobus och familjen oleanderväxter. Inga underarter finns listade i Catalogue of Life.